# ソコロクサビオインコ
ソコロクサビオインコ（Aratinga brevipes）は、オウム目インコ科に分類される鳥類。

## 分布
メキシコ（ソコロ島）固有種

## 形態
全長31-33cm。全身は緑色の羽毛で被われる。頭部にオレンジがかった赤い羽毛が数枚混じる個体もいる。尾羽上面の色彩は暗緑色、尾羽下面の色彩は黄緑色。翼上面の色彩は緑青色、翼下面の色彩は黄緑色。
眼の周囲が羽毛が無く、灰色の皮膚が露出する。虹彩はオレンジがかった黄色。嘴の色彩は灰白色。後肢の色彩は黄褐色。

## 生態
主に標高500m以上にある森林に生息する。40羽以下の群れを形成し生活するが、100羽に達する大規模な群れを形成することもある。
食性は植物食で、果実、種子などを食べる。
繁殖期になるとペアか6羽以下の群れを形成し生活する。繁殖形態は卵生。10-翌1月に地表から2-4mの高さにある樹洞に、卵を産む。

## 人間との関係
ヒツジの放牧による生息地の破壊、人為的に移入されたネコによる捕食などにより生息数は減少している。1991年における生息数は400-500羽と推定されている。